# Murqus Hanna
Murqus Hanna (El-Mansoera, 4 september 1872 – 18 juni 1934) was een Koptisch christen en Egyptisch politicus.
Murqus Hanna werd kort na de oprichting van de Nationale Partij (1895) lid van deze partij. De Nationale Partij was een partij die streefde naar onafhankelijkheid van Egypte van Groot-Brittannië en het Ottomaanse Rijk. De partijleider was Mustafa Kamil, en later (vanaf 1908) Muhammad Farid. In 1919 werd hij lid van de Wafd ("Delegatie")-partij van Sa'd Zaglul.
Murqus Hanna was tijdens de eerste Wafd-regering (1924) minister van Openbare Werken. Een dochter van hem was getrouwd met William Makram Ebeid.